# Pius Fischer (Kunsthistoriker)
Pius Fischer OSB (* 24. April 1902 in Weppersdorf als Konrad Fischer; † 2. April 1983 in Garmisch-Partenkirchen) war ein deutscher römisch-katholischer Ordenspriester und Kunsthistoriker.

## Leben
Nach dem Abitur am Benediktinergymnasium Ettal 1921 trat er ins Kloster Ettal ein. Er studierte in Sant’Anselmo, Salzburg und München und nach der Priesterweihe 1926 promovierte er 1932 zum Dr. phil. in Würzburg. Ab 1945 lehrte er am Benediktinergymnasium Ettal. 1970 wurde er in die Sectio historica der Bayerischen Benediktinerakademie aufgenommen.

## Schriften (Auswahl)
- Die französische Übersetzung des Pseudo-Turpin nach dem Codex Gallicus 52 (München). Wertheim am Main 1932, OCLC 249218654.
- Der Barockmaler Johann Jakob Zeiller und sein Ettaler Werk. München 1964, OCLC 925829541.
- St. Benedikt in Bayern. Vierzehn Abteien vom 7. Jahrhundert bis heute. Sankt Augustin 1980, ISBN 3877871429.
- Hinter Klostermauern. Landsberg am Lech 1993, OCLC 315542685.